# ゆかひめ!
『ゆかひめ!』は、ほっぺげによる日本の4コマ漫画作品。『まんがタイムきららキャラット』（芳文社）にて、2008年11月号より2010年12月号まで連載された。単行本は2巻、全26話が掲載されている。

## 概要
主人公の「姫」こと姫宮結花が、ボクっ娘のユイ、トラブルメーカーのマコ、がっかりな美人の黒崎さんの三バカトリオに愛されたりいじられたり、ツッコミを入れたりするギャグ漫画。基本的に時系列順に描かれている。尚一部の設定に何か所かミスがあり、表記を鵜呑みにはできない。
結花たちの通う県立伊勢崎北高等学校は2010年12月現在群馬県伊勢崎市内には実在しない。

## 登場人物
以下に示す各人物の学年・年齢は、第1話(2008年9月)時点のものである。

### 伊勢崎北高校の生徒
姫宮 結花（ひめみや ゆか）
1年生。7月7日生まれ。B型。7つ上の姉がいる。学級委員長。背が小さく、胸が大きい。眼鏡を掛けている。リボンで髪を束ねてポニーテールにしていることが多い。委員長としての責任感が強く、家事もしっかりとこなす一方で、ドジっ子としての面も持つ。眼鏡を外すと周囲から別人だと思われる。隠れオタクで、家では漫画やアニメを見たり、ゲームをしている。コスプレにも興味がある。特にギャルゲーの「娘プリ!」について相当詳しく、コスプレ用のメイド服を見ただけでどのキャラのものか分かるほど。大食いで鍋一杯を一人で食べるほどだが、いくら食べても太らない。また、食べ物を粗末にすることを許さない。
武里 唯（たけざと ゆい）
1年生。5月15日生まれ。O型。弟が6人いる。ショートカットでカチューシャをつけている。ボクっ娘。結花が大好きで、結花が名前を呼んだ瞬間に現れたり、結花の気配を感じ取ることができる。結花に抱きついたり、夜中に結花のベッドに潜り込んだりするなど、結花に対し、過度なスキンシップを取る。ソフトボール部から助っ人を頼まれるほど運動神経が抜群である一方、勉強は苦手である。
黒崎 華音（くろさき かのん）
1年生。11月20日生まれ。AB型。姉が1人、妹が3人いる。黒髪のロング。スタイル抜群で成績も良いが、その一方で難のある中身であり、結花からは「がっかりな美人」と言われている。校内での人気は高く、校内を歩けば男子からは熱い視線が注がれ、女子からはラブレターを貰うほど。結花が大好きで、結花と遊ぶ為だけに新聞部を設立させるほど。ハムスターが苦手で、ハムスターが近くにいると性格が幼児化する。高所恐怖症。
鷲宮 真琴（わしのみや まこと）
1年生。3月1日生まれ。A型。姉が1人、妹が3人いる他、兄もいる様子。背と胸が小さい。八重歯。普段はツインテールにしている。兄が苦手。お金持ちで、家にメイドさんがいる。オタクで、家ではゲームやパソコンをしたり、漫画を読んだりして過ごしている。周囲のイメージに反し、勉強はよく出来る。何故か不良達を従えており、「姐さん」と呼ばれている。
春日部さん（かすかべさん）
1年生。唯のファン。一方的に唯に好意を抱いているが、唯からは名前すら覚えてもらえていない。最終話まで名前は名字のみで、下の名前は一切明かされない。気弱な為、言いたいことが言えないことが多く、基本的に周囲からいることを認識されていない。
鐘ヶ淵 旭姫（かねがぶち あさひ）
中学3年生。12月20日生まれ。B型。風紀委員。金髪ツインテール。高飛車で年上に対しても偉そうな態度を取る。「世界Jrツインテール娘コンテスト」「全日本娘にしたいグランプリ」で優勝し、自身の容姿に絶対的な自信を持っている。華音の実家の養子らしい。

### 姫宮家の人物
姫宮結花は上記（#伊勢崎北高校の生徒）参照
姫宮 沙織（ひめみや さおり）
23歳。10月3日生まれ。O型。フリーの小説家だが、仕事の内容を隠している為、結花からは自宅警備員（ニート）と思われている。朝起きるのが苦手な結花を毎朝起こしている一方、結花に掃除や洗濯をやってもらっており、頭が上がらない。結花と同じく大食い。結花の友人達に危機感を抱いている。花咲とは同級生で仲が良く、花咲からは「さっちゃん」と呼ばれている。
姫宮 聡美（ひめみや さとみ）
本人曰く永遠の17歳。2月24日生まれ。O型。結花の父の出張に同伴しているため、あまり家にはいない。天然で、姫宮家姉妹のツッコミ技術はこの人が原因。結花に似て、巨大な胃袋を持っている。

### その他の人物
花咲 一葉（はなさき ひとは）
1月20日生まれ。AB型。同人作家。「娘プリ」の同人誌などを作っている。結花とは「娘プリ」のファンであることから意気投合した。女の子が好きで、沙織のことを「私の嫁」と呼び、自身の同人誌の内容も百合である。
遥さん（はるか）
真琴に仕えている男の娘メイド。実は真琴の兄で怒ると「兄」として現れるが簾の向こう側におり、姿は確認できないため真琴もその正体に気がついていない。遥という名前が本名かどうかは不明。
デイジー
第16話、19話にて登場。名前以外の素性は分からない。

## 用語
新聞部
結花たちの所属する部活。黒崎が結花と遊ぶ為の部を設立する際、建前として新聞部として学校に申請した。
解体少女ユンボるん
結花の好きな漫画。アニメ化が決定しており、クレームゲームの商品としてフィギュアが制作されている。
うちの娘がプリンセス!
結花の好きなギャルゲー。略称は「娘プリ」。風子というキャラクターがいる。

## 単行本
芳文社より「まんがタイムKRコミックス」として刊行されている。
1. 2009年11月27日発売 ISBN 978-4-8322-7861-5
2. 2010年11月27日発売 ISBN 978-4-8322-7964-3